# Steppe boisée des monts Zagros
Localisation
La steppe boisée des monts Zagros est une écorégion terrestre définie par le Fonds mondial pour la nature (WWF), qui appartient au biome des forêts de feuillus et forêts mixtes tempérées de l'écozone paléarctique. Elle recouvre et entoure la chaîne des Zagros, qui s'étend principalement en Iran, ainsi que dans le Nord de l'Irak et l'extrême Sud-Est de la Turquie.
Cette région montagneuse comprend des forêts décidues dominées par le chêne de Brant, le pistachier et l'amandier, au milieu d'une végétation diversifiées de steppe. 
Elle accueille une faune riche et variée, tels l'ours brun, plusieurs aigles, le loup, le léopard ainsi que le très menacé daim persan, qu'on croyait autrefois disparu.
La forêt en Irak consiste principalement en chênes : Quercus brantii, Q. Infectoria, Q. libani, qui peuvent atteindre 30 m de hauteur, accompagnés d'espèces plus basses, Juniperus oxycedrus, Pistacia mutica, Pyrus syriaca, Crataegus azarolus, P. monagyna, Acer monspessulanum, le noyer Juglans regia. Le long des fleuves, on rencontre les saules Salix purpurea et S. medemii, le platane Platanus orientalis, le peuplier Populus euphratica, le frêne Fraxinus ornus. La forêt est fortement menacée par l'exploitation du charbon de bois, du bois à brûler et d'autres usages comme la charpenterie et la coupe de branches en été pour faire des abris ombragés (kapras). On estime que 50% de la forêt est saine et 50% à divers degrés de dégradation.

## Galerie

Paysages de la steppe boisée des monts Zagros
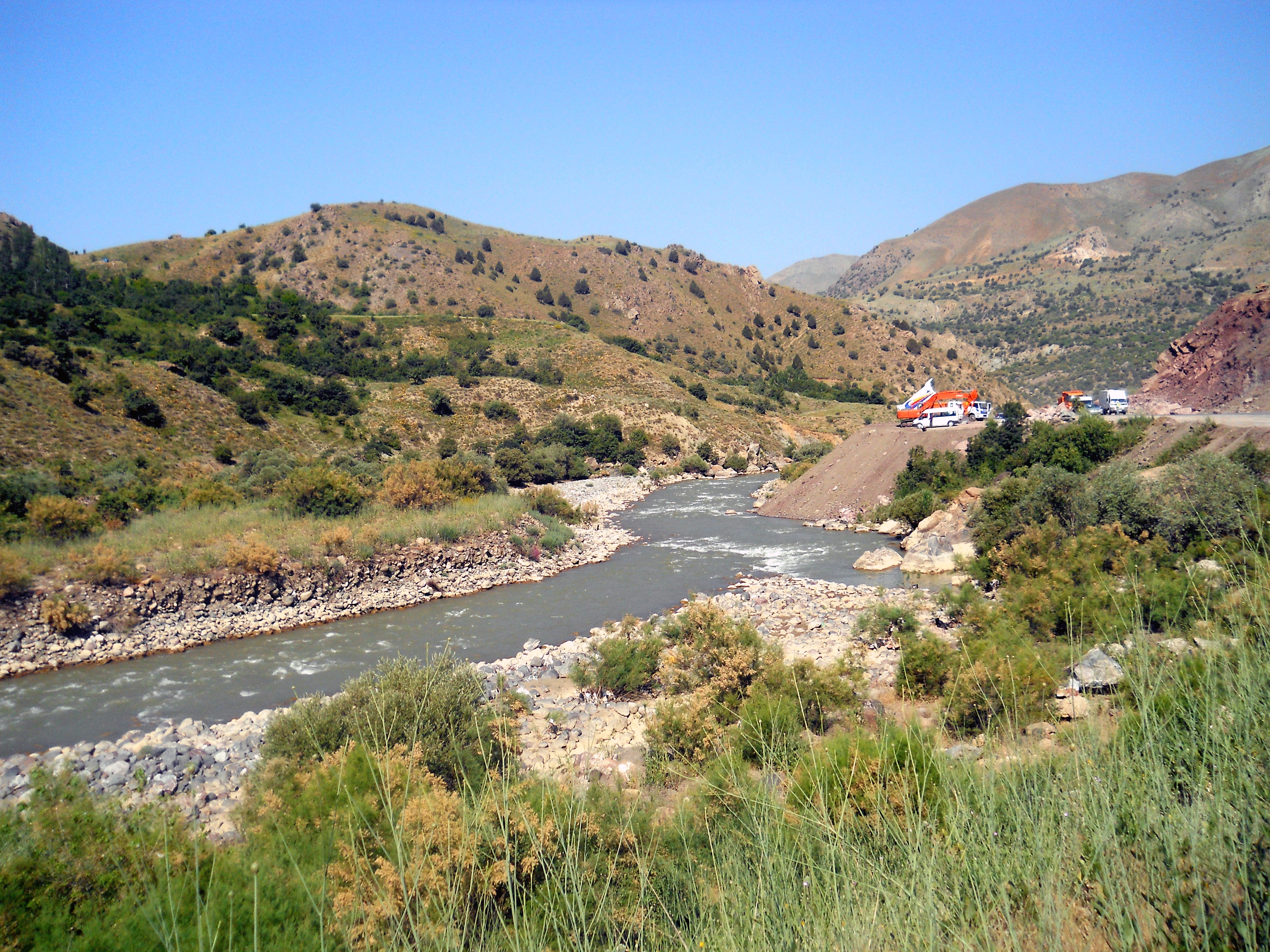
Grand Zab, province de Hakkari (Turquie) en 2013
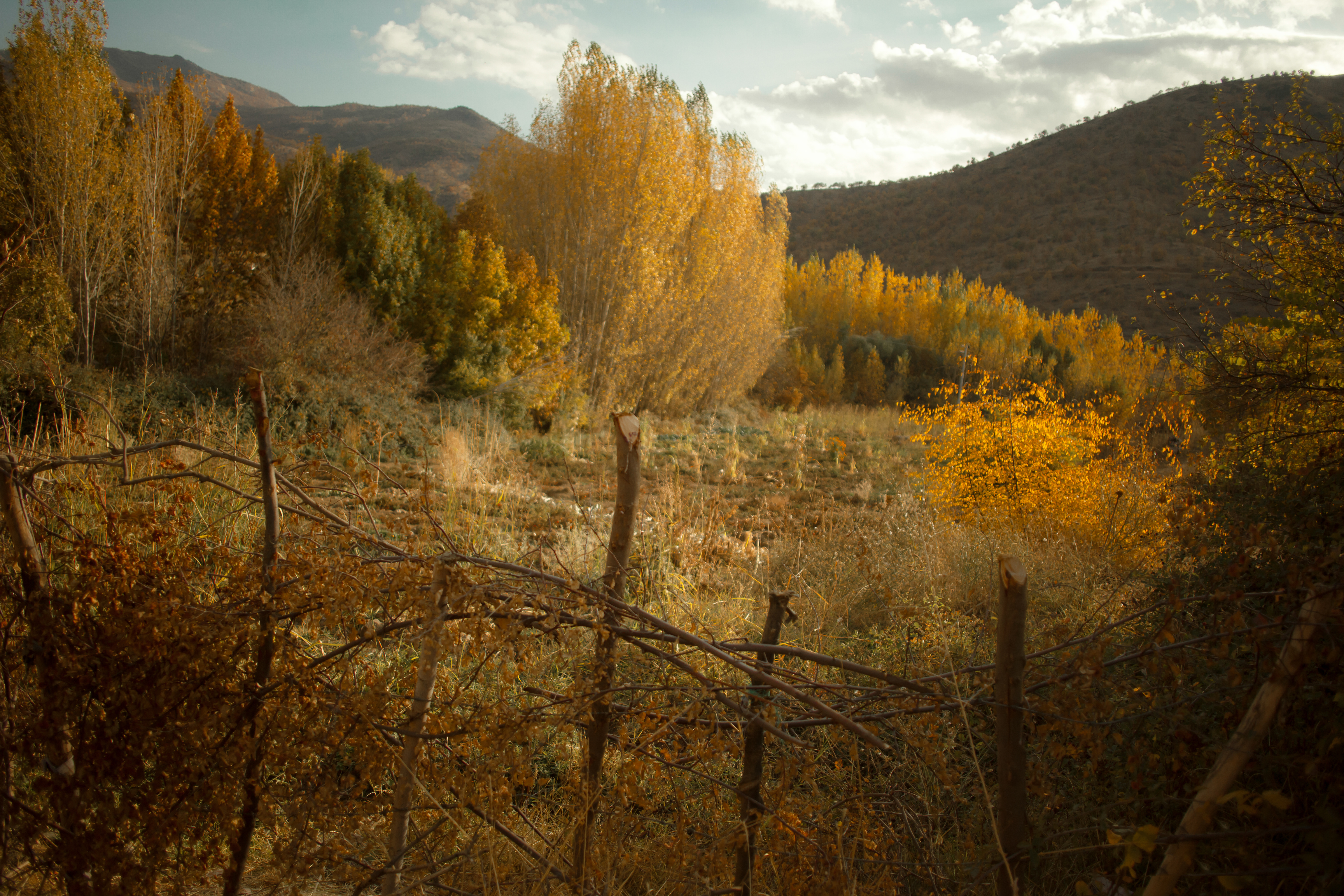
Soran (en) au Kurdistan irakien en 2013
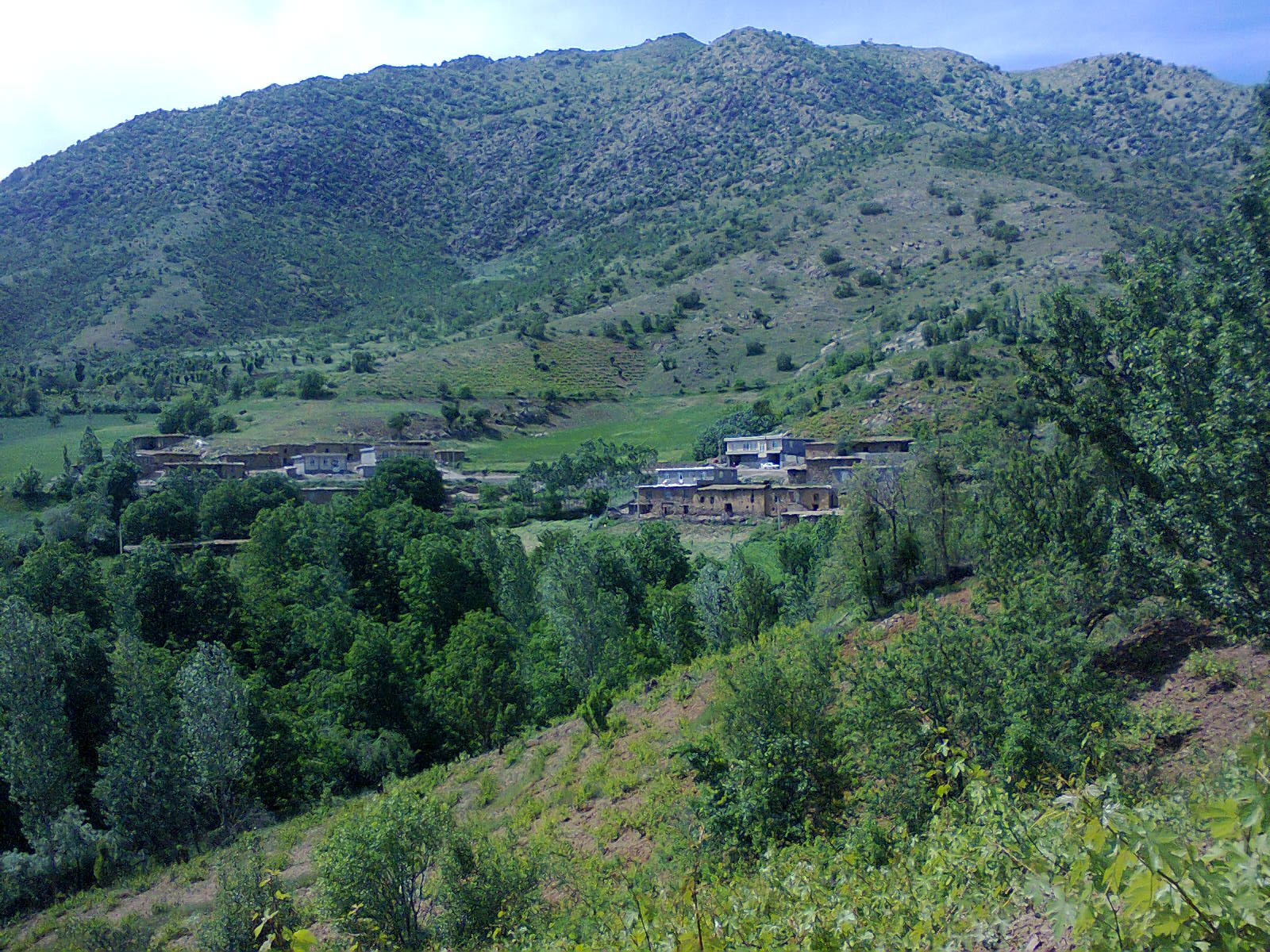
Garor (en), Azerbaïdjan occidental (Iran) en 2013
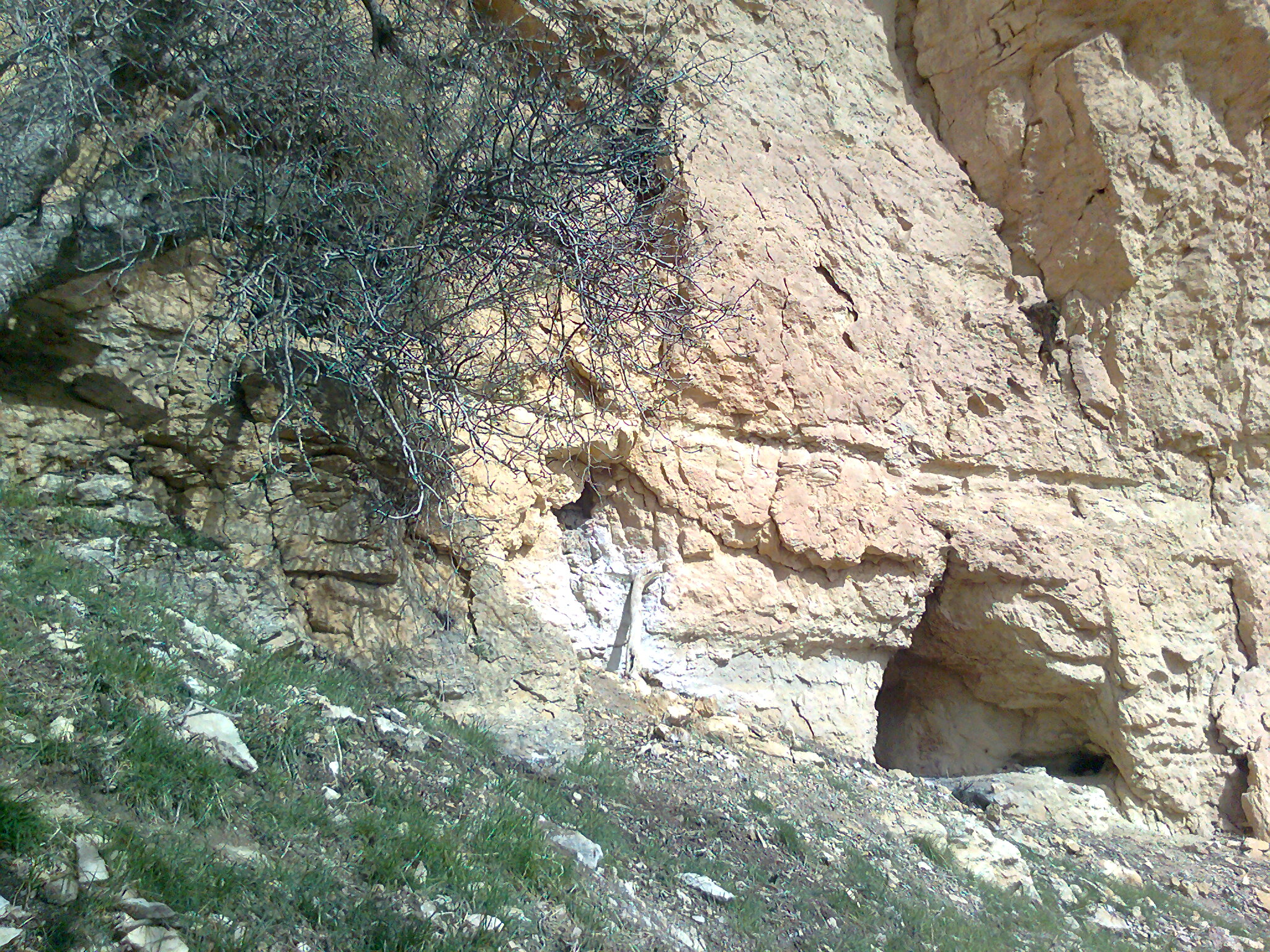
Fars (Iran) en 2014